# Patù
Patù ist eine südostitalienische Gemeinde (comune) mit 1652 Einwohnern (Stand 31. Dezember 2023) in der Provinz Lecce in Apulien. Die Gemeinde liegt etwa 70 Kilometer südsüdwestlich von Lecce im südlichen Salento. Zum Ionischen Meer sind es vier Kilometer in südwestlicher oder östlicher Richtung.

## Geschichte
Als im 9. Jahrhundert die Sarazenen die Stadt Vereto zerstörten siedelten Teile der überlebenden Bevölkerung hier. Das Gründungsjahr des Ortes wird auf 877 oder, nach anderer Überlieferung, auf 924 gesetzt.

## Verkehr
Durch die Gemeinde verläuft die Strada Statale 274 Salentina Meridionale von Gallipoli nach Castrignano del Capo.

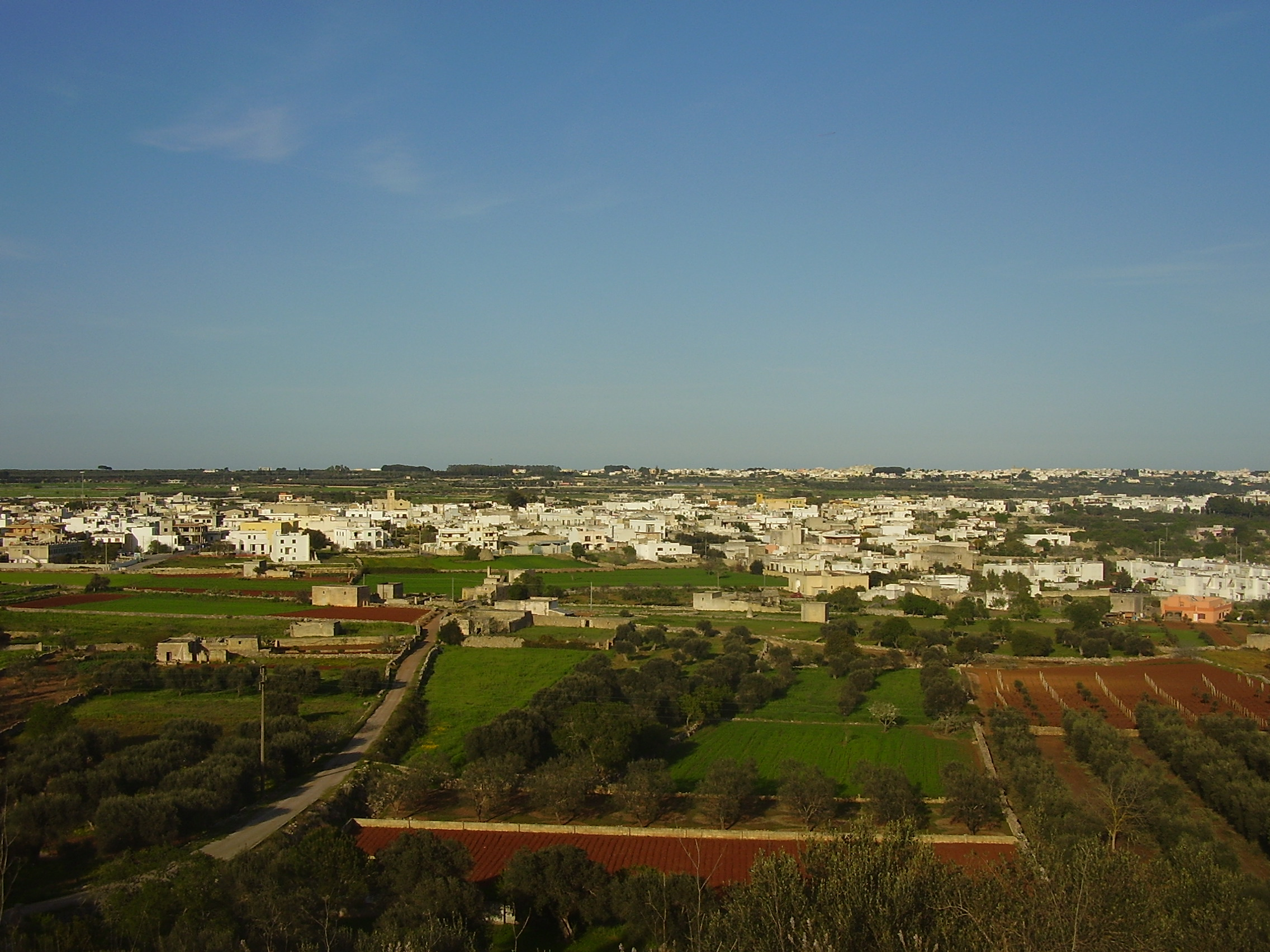
Patù